# Hoplia gabrielina
Hoplia gabrielina är en skalbaggsart som beskrevs av Leon Fairmaire 1887. Hoplia gabrielina ingår i släktet Hoplia och familjen Melolonthidae. Inga underarter finns listade i Catalogue of Life.